# Gran Barrera de Coral

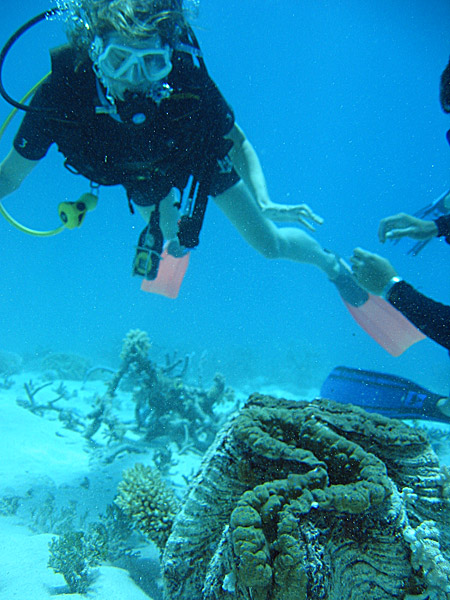
Un buzo mirando una almeja gigante en la Gran Barrera de Coral.

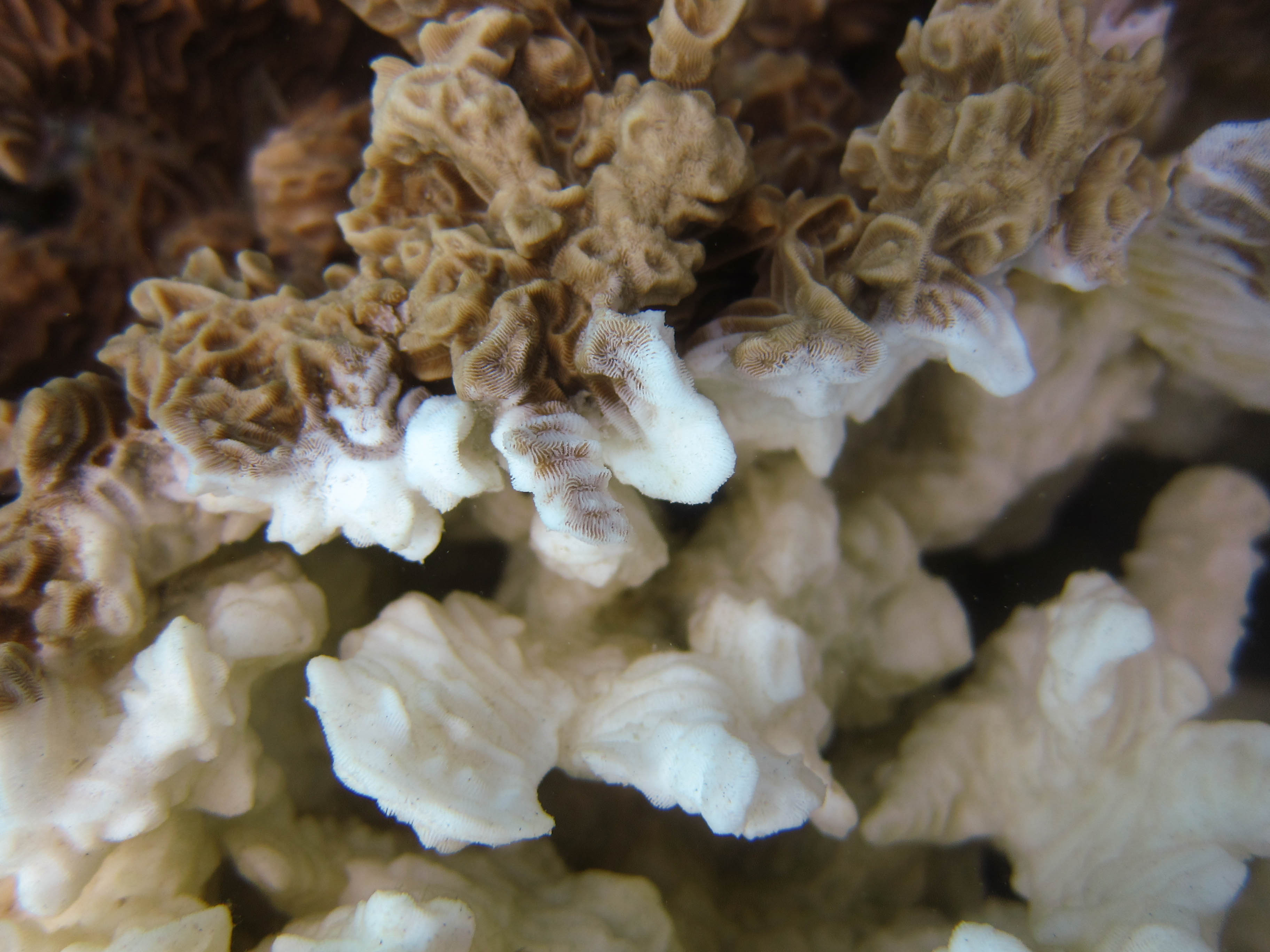
Pachyseris rugosa, afectada por blanqueo de coral. Isla Lizard, Australia.

Grupo de corales.

La Gran Barrera de Coral (también denominada Gran Barrera o Gran Barrera de Arrecifes, en inglés Great Barrier Reef) es el mayor arrecife de coral del mundo. El arrecife está situado en el mar del Coral, frente a la costa de Queensland al nordeste de Australia. El arrecife, que se extiende a lo largo de unos 2600 kilómetros, puede apreciarse desde el espacio.
Aunque no fue el primer explorador europeo en divisar la Gran Barrera de Coral, el inglés James Cook fue el primero en realizar una exploración científica de la zona tras encallar el HMB Endeavour en el arrecife, el 11 de junio de 1770 y permanecer seis semanas en la zona mientras se reparaba.
Debido a su vasta diversidad biológica, sus aguas claras templadas y su fácil accesibilidad, el arrecife es un destino muy popular entre los aficionados al submarinismo. Muchas ciudades de la costa de Queensland (como Cairns y Townsville) ofrecen viajes diarios en barco al arrecife. 
La Gran Barrera de Coral es mencionada a veces como el ser animal vivo más grande del mundo. En realidad, consiste en la acumulación milenaria de muchos esqueletos de colonias de corales del orden Scleractinia, compuestos de carbonato cálcico y aragonita principalmente. Sobre esas estructuras, que se extienden a lo largo de kilómetros, se aglutina una de las mayores concentraciones de biodiversidad del planeta.
Una gran zona del arrecife está protegida por el Parque Marino de la Gran Barrera de Coral. La Gran Barrera de Coral fue declarada Patrimonio de la Humanidad por la Unesco en el año 1981. Cuenta con una extensión de 34 870 000 ha.

## Geografía

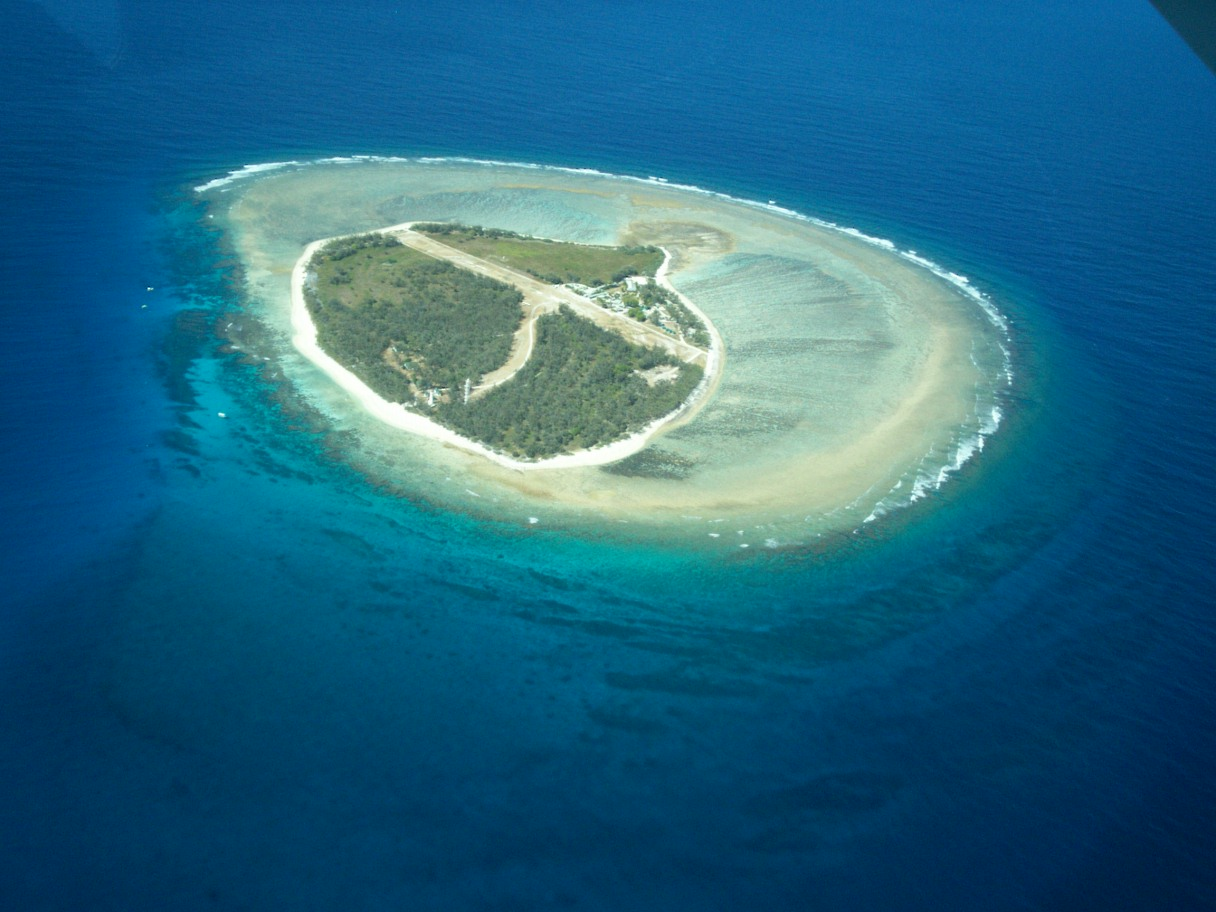
La isla Lady Elliot marca el extremo sur de la Gran Barrera de Coral.

Resulta difícil delimitar la extensión exacta de la Gran Barrera de Coral, aunque se considera que comienza cerca de la latitud 9°S, al sur de Papúa Nueva Guinea, y sigue hacia el sureste hasta la latitud 24°S, la mayor parte como una línea paralela a la costa meridional de Queensland. Tampoco se trata de una línea continua de arrecife, sino que está formado por más de 2000 arrecifes individuales y casi 1000 islas.
La Gran Barrera de Coral es una característica distintiva de la Gran Cordillera Divisoria. Se extiende desde el estrecho de Torres (entre Cayo Bramble, su isla más septentrional, y la costa sur de Papúa Nueva Guinea) en el norte hasta el pasaje entre la isla Lady Elliot (su punto más meridional) y la isla Fraser en el sur. La isla Lady Elliot se encuentra a 1 915 km al sureste del Cayo Bramble en línea recta. Incluye también las más pequeñas islas Murray.

## Geología

### Origen
La teoría de la tectónica de placas indica que Australia se ha movido hacia el norte a un ritmo de 7 cm por año, comenzando durante el Cenozoico. El este de Australia experimentó un período de elevación tectónica, que movió la divisoria de aguas en Queensland 400 km tierra adentro. También durante este tiempo, Queensland experimentó erupciones volcánicas que condujeron a volcanes centrales y de escudo y flujos de basalto. Algunos de estos se convirtieron en islas volcánicas. Tras la formación de la cuenca oceánica del Mar de Coral, los arrecifes de coral comenzaron a crecer sobre esta, pero hasta hace unos 25 millones de años, el norte de Queensland todavía estaba sobre aguas templadas al sur de los trópicos, demasiado frías para soportar el crecimiento de los corales. La historia del desarrollo de la Gran Barrera de Coral es compleja; después de que Queensland se sumergiera en aguas tropicales, el crecimiento y el descenso de los arrecifes influyó la zona en gran medida conforme fluctuaba el nivel del mar.

### Crecimiento
Los arrecifes pueden aumentar de diámetro de 1 a 3 centímetros por año y crecer verticalmente en cualquier lugar de 1 a 25 cm anualmente; sin embargo, solo crecen por encima de los 150 metros de profundidad ya que requieren de luz solar, y tampoco pueden expandirse por encima del nivel del mar. Cuando Queensland se rodeó de aguas tropicales hace 24 millones de años, creció algo de coral, pero rápidamente se desarrolló un régimen de sedimentación con la erosión de la Gran Cordillera Divisoria; creando deltas fluviales, sedimento pelágico y turbiditas, condiciones inadecuadas para el crecimiento de los corales. Hace 10 millones de años, el nivel del mar bajó significativamente, lo que permitió aún más la sedimentación. Es posible que el sustrato del arrecife haya tenido que acumularse a partir del sedimento hasta que su borde estuviera demasiado lejos para que las partículas en suspensión inhibieran el crecimiento de los corales. Además, hace aproximadamente 400 000 años hubo un período interglacial particularmente cálido, con niveles del mar más altos y un cambio de temperatura del agua de 4 ° C.
La tierra que formaba el sustrato de la actual Gran Barrera de Coral era una llanura costera formada a partir de los sedimentos erosionados de la Gran Cordillera Divisoria con algunas colinas más grandes (la mayoría de las cuales eran restos de arrecifes más antiguos o, en raras ocasiones, volcanes). El Reef Research Center, un Centro de Investigación Cooperativa, ha encontrado depósitos de "esqueletos" de coral que datan de hace medio millón de años. La Autoridad del Parque Marino de la Gran Barrera de Coral (GBRMPA por sus siglas en inglés) considera que la evidencia más temprana de estructuras arrecifales completas fue hace 600 000 años. Según la GBRMPA, se cree que la estructura actual del arrecife viviente comenzó a crecer en la plataforma más antigua hace unos 20 000 años. El Instituto Australiano de Ciencias Marinas está de acuerdo, ubicando el inicio del crecimiento del arrecife actual en el momento del Último Máximo Glacial. Aproximadamente en ese momento, el nivel del mar era 120 metros más bajo que en la actualidad.
Desde hace 20 000 hasta hace 6 000 años, el nivel del mar subió constantemente en todo el mundo. A medida que se elevaba, los corales podían crecer más alto en los márgenes marítimos recién sumergidos de las colinas de la llanura costera. Hace unos 13 000 años, la altura de las aguas era solo 60 metros más baja que la actual, y los corales comenzaron a rodear las zonas bajas, que para entonces eran islas continentales. A medida que el nivel del mar subió aún más, la mayoría de estas islas quedaron sumergidas. Los corales podrían entonces extenderse sobre las tierras sumergidas, para formar los cayos y arrecifes actuales. El nivel del mar no ha aumentado significativamente en los últimos 6 000 años. El Centro de Investigación de Arrecifes (CRC) estima que la edad actual de la estructura del arrecife viviente es de 6 000 a 8 000 años. Los arrecifes de aguas poco profundas que pueden verse en fotografías aéreas e imágenes de satélite cubren un área de 20 679 km², la mayoría (alrededor del 80%) de los cuales ha crecido sobre plataformas de piedra caliza, que son vestigios de las fases del crecimiento del arrecife durante el Pleistoceno. Los restos de una antigua barrera de coral, similar a la Gran Barrera de Coral, se pueden encontrar en Kimberley, Australia Occidental.

### Distribución

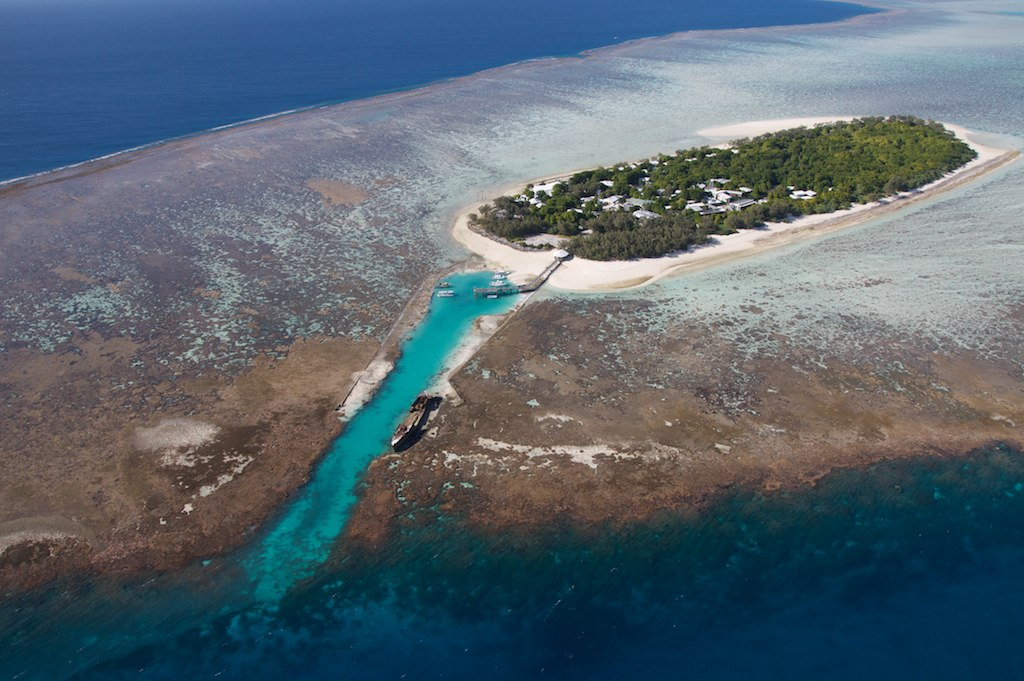
Isla Heron, un cayo de coral en el sur de la Gran Barrera.

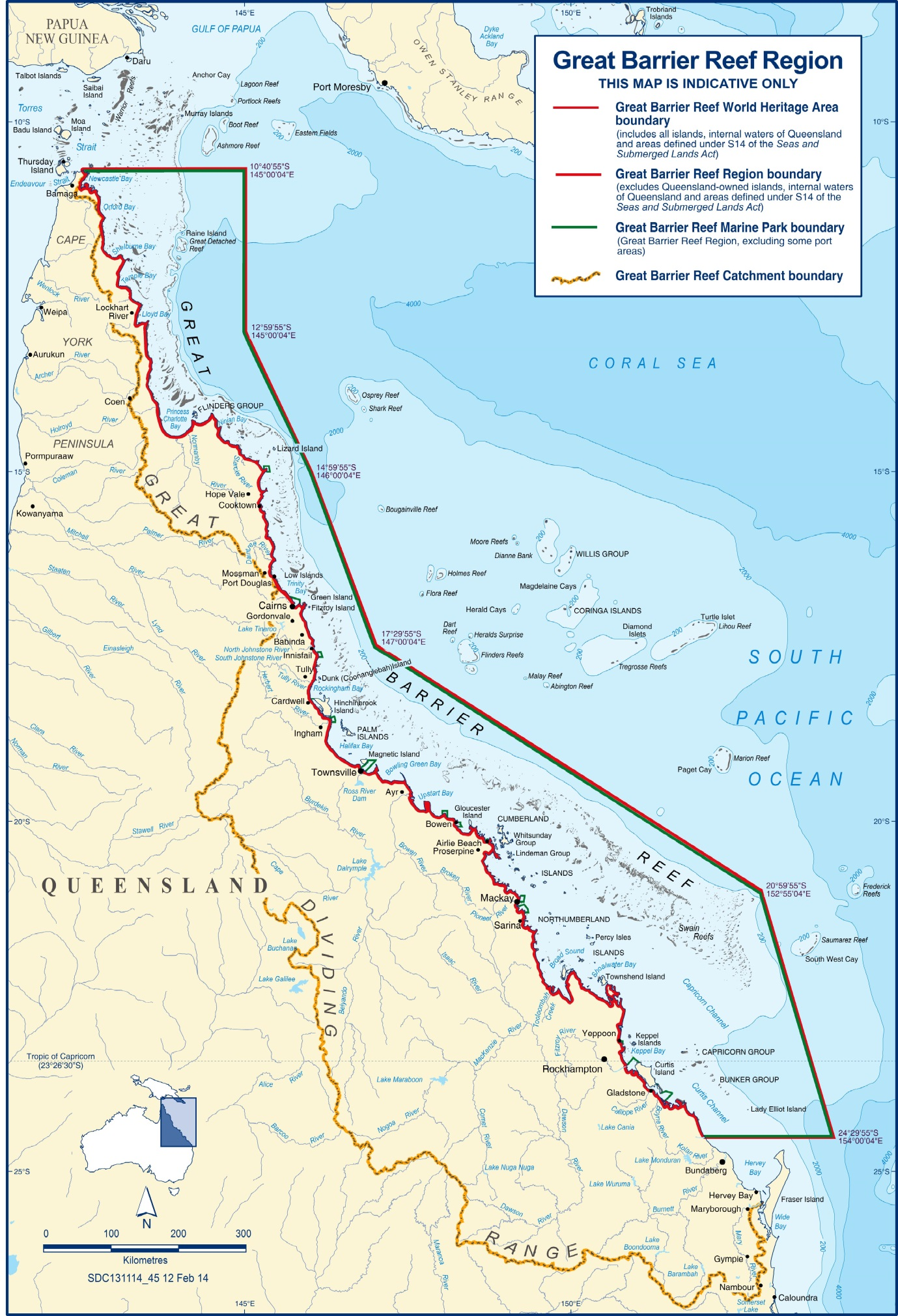
Mapa de la Gran Barrera de Coral, marcando al Patrimonio de la Humanidad y el parque natural en 2014.

El Área del Patrimonio de la Humanidad de la Gran Barrera de Coral se ha dividido en 70 biorregiones, de las cuales 30 son biorregiones de arrecifes. En la parte norte de la Gran Barrera de Coral se han formado arrecifes de cinta y arrecifes deltaicos; estas estructuras no se encuentran en el resto del sistema de arrecifes. Otro conjunto no descubierto previamente, de 500 metros de altura y 1,5 km de ancho en la base, se encontró en el área norte en 2020. No hay atolones en el sistema, y los arrecifes adheridos al continente son poco comunes.
Los arrecifes marginales se distribuyen ampliamente, pero son más comunes hacia la parte sur de la Gran Barrera de Coral, unida a islas volcánicas, por ejemplo, las islas Whitsunday. Los arrecifes de laguna se encuentran en la parte meridional de la barrera, y más al norte, frente a la costa de la bahía Princess Charlotte. Los arrecifes de media luna son la forma más común en el medio del sistema, por ejemplo, los arrecifes que rodean la isla Lizard. Los arrecifes de media luna también se encuentran en el extremo septentrional del Parque Marino de la Gran Barrera de Coral y en los arrecifes de Swain. Los arrecifes planos se encuentran en las partes norte y sur, cerca de la península del cabo York, la bahía Princess Charlotte y Cairns. La mayoría de las islas de la región se encuentran sobre arrecifes planos.
Las descargas de agua subterránea pueden tener un impacto localizado en el arrecife, proporcionando afloramientos de agua dulce, a veces rica en nutrientes que contribuyen a la eutrofización.

## Amenazas

### Cambio climático
La Gran Barrera de Coral se ha visto afectada por el calentamiento global que aumenta cada vez más. Los corales son especies muy sensibles a los cambios de temperatura del océano. De hecho, recientes estudios han constatado que en 2016 ha muerto aproximadamente el 35% de los corales en 84 áreas de las secciones norte y centro de la Gran Barrera de Coral, debido al blanqueo de coral producido por el aumento de la temperatura del mar. Las olas de calor marinas del 2016 y 2017 generaron el blanqueo de coral de dos tercios del total del arrecife. Según un estudio publicado en octubre de 2020, la Gran Barrera de Coral perdió más de la mitad de sus corales desde 1995.

### Contaminación
Otra amenaza clave que enfrenta la Gran Barrera de Coral es la contaminación y la disminución de la calidad del agua. Los ríos del noreste de Australia contaminan el arrecife durante las inundaciones tropicales. Más del 90% de esta contaminación proviene de la escorrentía agrícola. El 80% de la tierra adyacente a la Gran Barrera de Coral se utiliza para la agricultura, incluido el cultivo intensivo de caña de azúcar y el pastoreo de ganado de carne. Estas prácticas dañan el arrecife debido al pastoreo excesivo, el aumento de la escorrentía de sedimentos agrícolas, nutrientes y productos químicos, incluidos fertilizantes, herbicidas y plaguicidas que representan un riesgo importante para la salud de los corales y la biodiversidad de los arrecifes. Los sedimentos que contienen altos niveles de cobre y otros metales pesados procedentes de la mina Ok Tedi en Papúa Nueva Guinea son un riesgo potencial de contaminación para las regiones del extremo norte de la Gran Barrera de Coral y el estrecho de Torres.
Alrededor del 67% de los corales murieron en la sección septentrional más afectada del arrecife, según el informe del Centro de Excelencia para Estudios de Arrecifes de Coral ARC. El problema de la escorrentía se ve agravado por la pérdida de humedales costeros, que actúan como un filtro natural de toxinas y ayudan a depositar sedimentos. Se cree que la mala calidad del agua se debe al aumento de la competencia de luz y oxígeno de las algas.

### Estrellas de mar

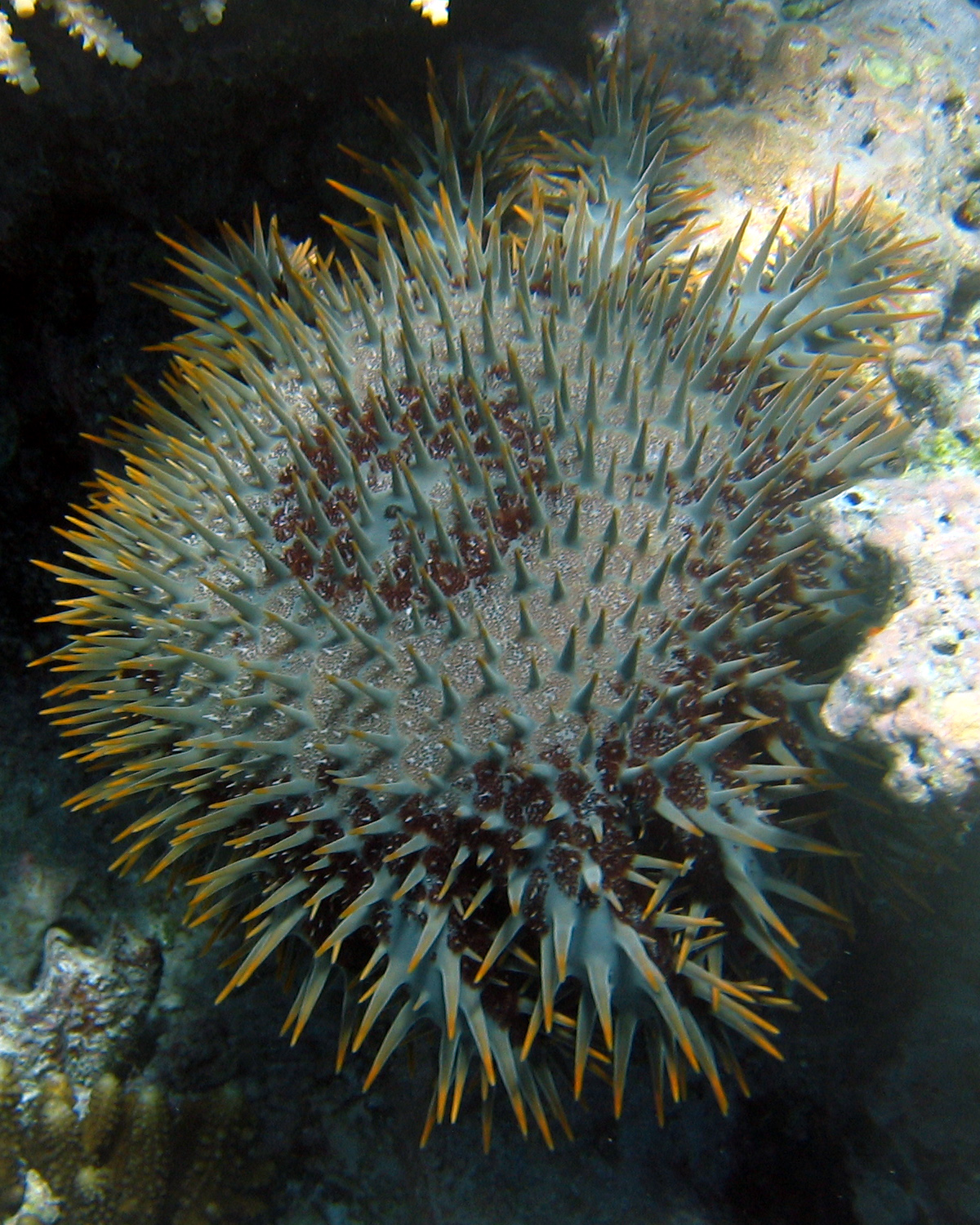
Estrella de mar corona de espinas.

Las estrellas de mar corona de espinas se alimentan de pólipos de coral. Los grandes brotes de estas pueden devastar los arrecifes. En 2000, un brote contribuyó a la pérdida del 66% de la cobertura de coral vivo en los arrecifes muestreados en un estudio del Reef Research Center (RRC). Se cree que los brotes ocurren en ciclos naturales, empeorados por la mala calidad del agua y la sobrepesca de los depredadores de las estrellas de mar.

### Sobrepesca
La sobrepesca insostenible de especies clave, como la caracola gigante, puede alterar las cadenas alimentarias vitales para la vida de los arrecifes. La pesca también afecta al sistema a través del aumento de la contaminación del agua por los barcos, la captura incidental de especies no deseadas (como delfines y tortugas) y la destrucción del hábitat por la pesca de arrastre, anclas y redes. A mediados de 2004, aproximadamente un tercio del Parque Marino de la Gran Barrera de Coral está protegido contra la captura de especies de cualquier tipo, incluida la pesca, sin permiso por escrito.

## Ecología

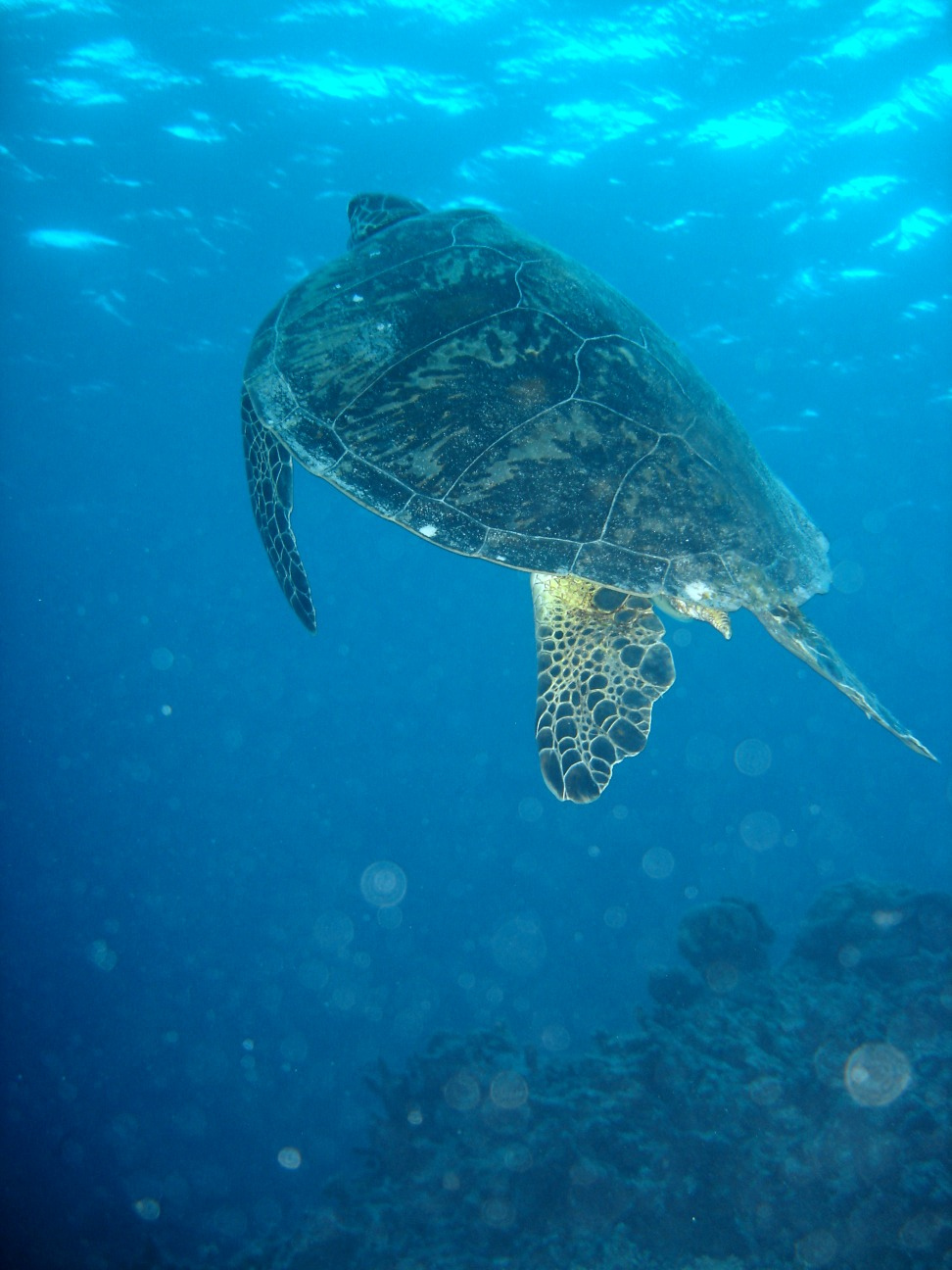
Una tortuga verde en la Gran Barrera de Coral.

La Gran Barrera de Coral cuenta con una elevada biodiversidad, cuyas especies se incluyen entre las vulnerables o en peligro de extinción, algunas de las cuales son endémicas al sistema de arrecifes. Treinta especies de ballenas, delfines y marsopas se han registrado en la Gran Barrera de Coral, incluyendo la ballena minke enana, el delfín del Indo-Pacífico y la ballena jorobada. Las grandes poblaciones de dugongos viven allí. 
Seis especies de tortugas marinas llegan a los arrecifes: la tortuga verde, la tortuga laúd, la tortuga carey, la tortuga boba, y la tortuga golfina. Las tortugas marinas verdes en la Gran Barrera de Coral tiene dos poblaciones genéticamente distintas, una en la parte norte del arrecife, y la otra en la parte sur. Quince especies de pastos marinos atraen a los dugongos y tortugas, y proporcionan hábitat a los peces. Los géneros más comunes de los pastos marinos son Halophila y Halodule.
Los cocodrilos de agua salada viven en los pantanos de manglares y en la costa cerca del arrecife. Se han registrado cuarenta y nueve especies de peces, y nueve especies de caballitos de mar . Por lo menos siete especies de ranas habitan en sus islas.
215 especies de aves (incluyendo 32 especies de aves playeras) visitan el arrecife, acomodándose en nidos o dormideros en las islas, como el águila de mar de vientre blanco y el charrán rosado. Las islas de la Gran Barrera de Coral también alojan 2195 especies de plantas conocidas. Tres de ellas son endémicas. Las islas del norte tienen 300 a 400 especies de plantas que tienden a ser leñosas, mientras que las islas del sur tiene 200, que tienden a ser herbáceas, la región de Whitsunday es la más diversa, con 1141 especies. Las plantas se propagan por las aves.
Diecisiete especies de serpiente de mar viven en la Gran Barrera de Coral, en las cálidas aguas de hasta 50 metros (164 pies) de profundidad, y son más comunes en el norte, que en la sección sur. Ninguna de las que se encuentran en la Gran Barrera de Arrecifes son endémicas, ni están en peligro de extinción.